# فيلانوفافرانكا
فيلانوفافرانكا ، (بالإنجليزية: Villanovafranca)‏، (سردينيا: Biddanoa Franca، Bidda Noa Franca)، هي بلدية في مقاطعة جنوب سردينيا، في المنطقة الإيطالية سردينيا، وتقع على بعد حوالي 50 كم (31 ميل) شمال كالياري، وحوالي 13 كم (8 ميل) شمال شرق سانلوري. 

## السكان
في سنة 1861 بلغ عدد السكان 1٬356 نسمة، وتطور العدد ليصل في سنة 2011 لـ 1٬433 نسمة.
يظهر هذا المخطط البياني تطور النمو السكاني لـ فيلانوفافرانكا